# Diocesi di Seghedino-Csanád

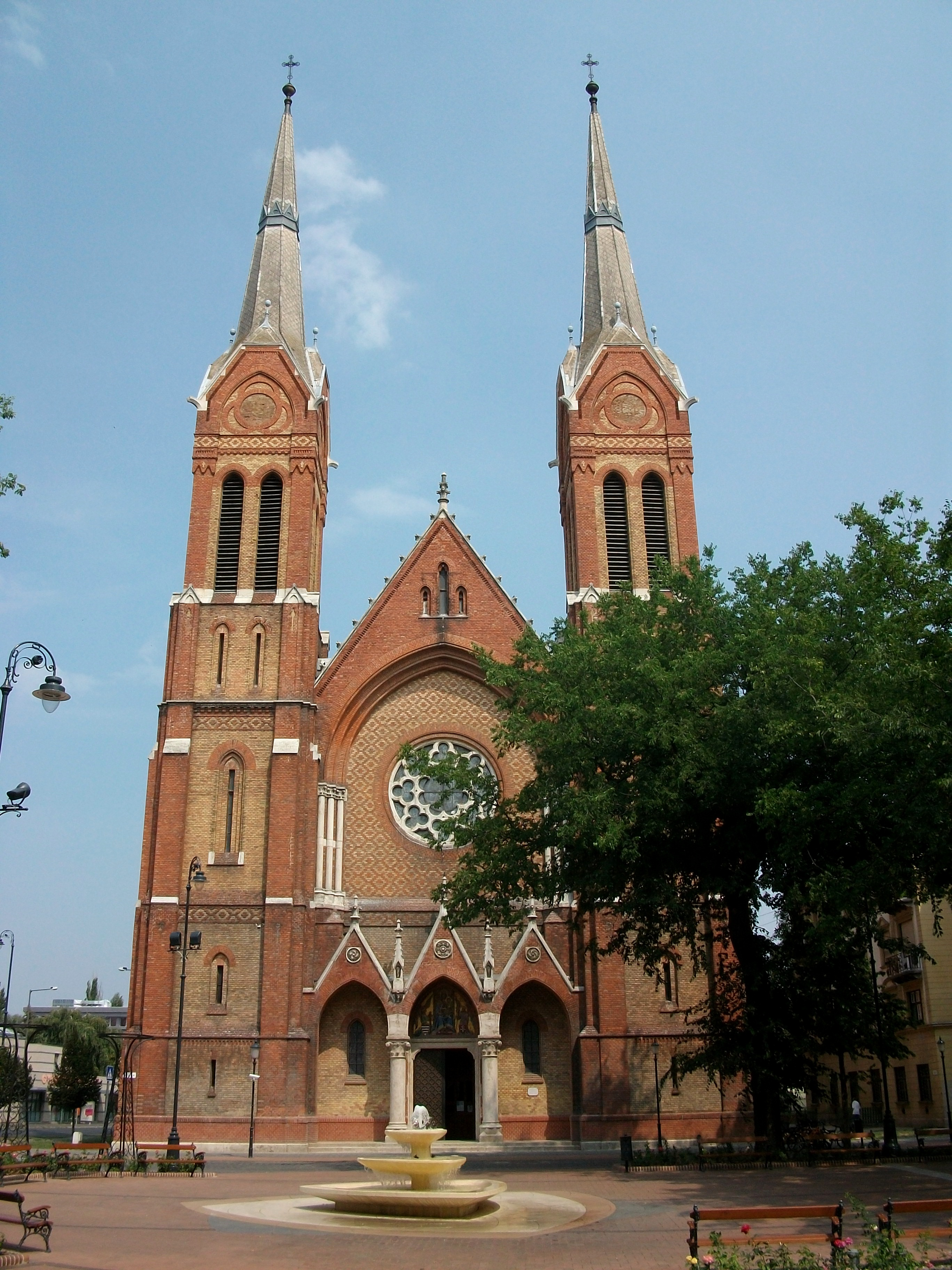
La concattedrale di Sant'Antonio di Padova a Békéscsaba.

La diocesi di Seghedino-Csanád (in latino Dioecesis Segediensis-Csanadiensis) è una sede della Chiesa cattolica in Ungheria suffraganea dell'arcidiocesi di Kalocsa-Kecskemét. Nel 2022 contava 357.530 battezzati su 812.800 abitanti. È retta dal vescovo László Kiss-Rigó.

## Territorio
La diocesi comprende per intero le contee di Csongrád-Csanád e di Békés e, in minima parte, quella di Jász-Nagykun-Szolnok (le città di Kunszentmárton, Túrkeve e Mezőtúr, nonché i comuni di Mesterszállás, Kuncsorba, Mezőhék e Kungyalu).
Sede vescovile è la città di Seghedino, dove si trova la cattedrale di Nostra Signora d'Ungheria. A Békéscsaba sorge la concattedrale di Sant'Antonio di Padova. Csanád è il nome storico della diocesi, che corrisponde all'odierno comune rumeno di Cenad al confine con l'Ungheria.
Il territorio si estende su 10.851 km² ed è suddiviso in 111 parrocchie, raggruppate in 8 decanati: Gyula, Szarvas, Orosháza, Mezőkovácsháza, Szentes, Makó, Seghedino e Kistelek.

## Storia
La diocesi di Csanád fu eretta nel 1030 da re Stefano I d'Ungheria, dopo che ebbe conquistato il territorio. Fu designato come primo vescovo l'abate italiano Gerardo, tutore di Emerico, figlio di re Stefano. Gerardo dette avvio ad un'ampia opera di evangelizzazione del territorio, grazie soprattutto all'opera dei benedettini, che vi contribuirono con la fondazione di diverse abbazie, veri centri di inculturazione della regione. La diocesi occupava il territorio del Banato.
La diocesi, una delle più orientali della cristianità di rito latino, era la più esposta alle invasioni provenienti da est. Per questo motivo, il territorio diocesano venne più volte devastato dalle incursioni dei Cumani nel 1091, dei Mongoli e dei Tartari nel XIII secolo. Nel XIV secolo subì l'immigrazione dei serbi ortodossi della Rascia, in seguito alla conquista del loro territorio originario da parte degli ottomani. La diocesi ebbe in questo periodo grande importanza politica, come testimoniano frequenti visite dei re d'Ungheria; e la maggiore preoccupazione dei vescovi era quella di difendere la popolazione e di ricostruire dopo le distruzioni operate dagli ottomani, in particolare nel XV secolo, che vide la diocesi impegnata in prima linea nella guerra di resistenza contro l'invasione ottomana. Non di rado i vescovi di questo periodo erano anche valorosi soldati; nel 1455 san Giovanni da Capestrano predicando la difesa della cristianità visitò Csanád.
Nel 1514 György Dózsa, a capo della rivolta dei contadini, ordinò che il vescovo Miklós Csáky fosse impalato. Nella battaglia di Mohács del 1526 anche il suo successore Ferenc Csaholi fu ucciso, assieme ad altri sei vescovi, e quasi tutta la diocesi cadde nelle mani dei nobili Zápolya, alleati dei Turchi. In questo turbolento periodo, la diocesi rimase molti anni vacante e dal 1526 al 1552 non furono più consacrati vescovi.
Nel 1552 i Turchi conquistarono Timișoara e sottomisero tutto il territorio diocesano; da questo momento la diocesi piombò in uno stato di totale disfacimento: fino al 1686 continuerà ad esistere solo nominalmente, mentre i vescovi, non potendo prendere possesso della loro sede, risiedevano a Bratislava o a Trnava, nell'odierna Slovacchia. Durante il periodo di occupazione turca i cattolici erano particolarmente odiati, perché considerati alleati degli imperatori di Vienna, acerrimi nemici dei Turchi. I presbiteri cattolici erano sistematicamente espulsi, con l'eccezione dei francescani, gli unici tollerati, che dovevano disimpegnare tutto il servizio liturgico e pastorale. La comunità francescana che prese in carico la diocesi fu quella di Seghedino, città che nel medioevo era compresa nell'arcidiocesi di Kalocsa; il superiore dei francescani di Seghedino ebbe il titolo di vicario generale della diocesi. Nacque in questo periodo la figura dei "licenziati", laici istruiti che avevano il compito di riunire i fedeli là dove non c'erano preti e di guidare le comunità nelle preghiere e nell'istruzione cristiana.
Nel 1685 la città di Csanád tornò in mano cristiana, ma il territorio era zona di guerra e i vescovi non poterono stabilirvisi. Nel 1701-1702 gli austriaci, prima di arrendersi, distrussero completamente l'antica città episcopale per non lasciarla in mano nemica. Negli stessi anni i vescovi ottennero dalla Corte imperiale di poter ricostituire la loro diocesi, nonostante il territorio originario fosse per lo più occupato dai turchi, e fu loro assegnata come cattedrale la chiesa principale di Seghedino.
Nel 1718 la pace di Passarowitz sancì la riconquista del territorio della diocesi da parte degli ungheresi, cosicché il vescovo László Nádasdy poté stabilire un'effettiva giurisdizione sulla diocesi. Tuttavia, la Corte viennese, più preoccupata degli aspetti militari, non favorì l'immediata ricostituzione della diocesi: la sede vescovile rimase inizialmente a Seghedino e fu trasferita a Timișoara solo nel 1730. La diocesi era spopolata, ma nelle terre riconquistate si insediarono coloni tedeschi. Nel 1734 si tenne a Timișoara il primo sinodo della diocesi ricostituita.
La ricostruzione della diocesi e delle sue strutture durò oltre un secolo. Nel 1775 papa Pio VI, in considerazione delle vicende storiche che avevano fatto di Seghedino la sede dei vescovi di Csanád, sottrasse definitivamente la città dalla giurisdizione dell'arcidiocesi di Kalocsa e la annetté alla diocesi di Csanád. Nel 1806 il vescovo László Kőszeghy von Remete, gesuita, istituì a Timișoara il seminario diocesano. Durante il suo episcopato furono erette più di cento nuove parrocchie, cosa che fu favorita del ripopolamento del territorio e dal trasferimento di coloni cattolici provenienti da ovest. I vescovi successivi chiamarono in diocesi diverse congregazioni religiose, sia maschili che femminili, soprattutto per la fondazione di scuole cattoliche.
Durante la rivoluzione del 1848 il vescovo József Krivinai Lonovich fu mandato in esilio e il governo rivoluzionario elesse in sua vece Mihály Horváth, che non ricevette mai la conferma della Santa Sede e di conseguenza non fu consacrato.
Il territorio della diocesi subì un considerevole ridimensionamento al termine della Prima guerra mondiale, quando, in seguito al trattato del Trianon del 1920, più di tre quarti del territorio si venne a trovare fuori dai nuovi confini nazionali ungheresi. Il 10 febbraio 1923 nella parte che ricadeva sotto il regno di Jugoslavia fu eretta l'amministrazione apostolica del Banato jugoslavo, divenuta in seguito la diocesi di Zrenjanin, comprendente 62 parrocchie. Il 17 febbraio 1923 per le 153 parrocchie della diocesi che ricadevano in territorio romeno fu eretta l'amministrazione apostolica di Timișoara, che il 5 giugno 1930 diede origine alla diocesi di Timișoara. Alla nuova diocesi ungherese rimanevano solo poco più di 30 parrocchie.
Il 19 giugno 1931, con la bolla Per Apostolicas di papa Pio XI, la sede vescovile fu trasferita a Seghedino, dove il vescovo si era già stabilito dal 1923, e fu eretta a nuova cattedrale la chiesa di Nostra Signora d'Ungheria. Il 30 settembre precedente era stato aperto il nuovo seminario, perché il seminario, la biblioteca, l'archivio e il tesoro della diocesi erano rimasti a Timișoara. Il 14 giugno 1941 con il decreto Postulante della Sacra Congregazione Concistoriale fu eretto il capitolo della cattedrale, con l'unica dignità di preposito e cinque canonicati, a cui venivano attribuiti gli uffici di teologo, penitenziere e parroco della cattedrale.
Dopo la Seconda guerra mondiale la diocesi perse il controllo delle sue strutture per l'imposizione del regime socialista: dapprima sui suoi organi di stampa (1945-1946) e quindi sulle scuole cattoliche (1948). Nel 1950 furono soppressi in Ungheria gli ordini religiosi, con il trasferimento forzato di monaci e suore, la chiusura dei monasteri e danni al patrimonio culturale. Nel 1948 un gruppo di giovani attivisti occupò il seminario e dopo il 1º agosto 1950 il regime sottopose la Chiesa cattolica al controllo dei movimento dei preti per la pace, che fiancheggiavano le autorità socialiste.
Il 19 aprile 1952 la Santa Sede affidò ai vescovi di Csanád l'amministrazione della porzione della diocesi di Gran Varadino in territorio ungherese, territorio definitivamente incorporato nella diocesi il 5 agosto 1982, data in cui con il decreto Ad satius animarum della Sacra Congregazione per i Vescovi la diocesi ha assunto il nome attuale.
Il 31 maggio 1993 ha ceduto una porzione del suo territorio a vantaggio dell'erezione della diocesi di Debrecen-Nyíregyháza; e contestualmente altre modifiche territoriali hanno portato la diocesi ad assumere l'attuale fisionomia territoriale.
Il 15 ottobre 2010 la chiesa di Sant'Antonio di Padova di Békéscsaba è divenuta concattedrale della diocesi.

## Cronotassi dei vescovi
Si omettono i periodi di sede vacante non superiori ai 2 anni o non storicamente accertati.
- San Gerardo (Sagredo) † (1030 - 1046 deceduto)
- Mór, O.S.B. † (1046 - 1053)
- Anonimo † (XI secolo)
- Anonimo † (XI secolo)
- Lőrinc † (1083 - 1113)
- Dezső I (?) † (1113 - ?)
- Besztréd † (menzionato nel 1138)
- Pál † (menzionato nel 1142)
- János † (1148 - 1156)
- István † (1156 - 1169)
- Saul de Hédervar † (1188 - 1192 nominato arcivescovo di Kalocsa)
- Krispin † (1192 - 1193)
- Giovanni † (1198 - 1201)
- Dezső II † (1202 - 1229)
- Bulcsú Lád † (1229 - 1254)
- Bereczk † (1259 - 1275)
- Gergely † (1275 - 1291)
- Antal, O.F.M. † (1296 - 1307 dimesso)
- Benedek † (1307 - 1332)
- Giacomo da Piacenza † (1332 - 24 marzo 1343 nominato vescovo di Zagabria)
- István Harcsáki † (24 marzo 1343 - 9 agosto 1344 nominato vescovo di Veszprém)
- Galhard de Carceribus † (9 agosto 1344 - 2 marzo 1345 nominato vescovo di Veszprém)
- Gergely Kapronczai † (9 marzo 1345 - 1350 deceduto)
- Tamás Telegdi † (31 maggio 1350 - 25 agosto 1358 nominato arcivescovo di Kalocsa)
- Gergely Lendvai † (22 maggio 1359 - 1360 deceduto)
- Domonkos Bebek † (1360 - 23 febbraio 1373 nominato vescovo di Gran Varadino)
- Miklós † (16 maggio 1373 - 1375 deceduto)
- Pál Péterfia † (28 gennaio 1377 - 1379)
- Tamás † (1379 - 1380)
- János Czudar † (1380 - 4 giugno 1386 nominato vescovo di Zagabria)
- János III † (3 novembre 1386 - 1395 deceduto)
- Lukas de Órév (o de Szántó) † (19 ottobre 1395 - 22 marzo 1397 nominato vescovo di Gran Varadino)
- Gergely Szeri Pósafi † (12 settembre 1397 - 1402)
- Dózsa Marczalli † (1403 - 1423)
- László Marczalli † (10 maggio 1423 - 1434 deceduto)
  - Sede vacante (1434-1438)
- Péter Remetei Himfi † (30 aprile 1438 - 1457)
- Albert Hangácsi † (21 marzo 1458 - 1466 deceduto)
- János Szokoli † (27 ottobre 1466 - 1493 dimesso)
- Lukács Szegedi Baratin † (4 novembre 1493 - 24 luglio 1500 nominato vescovo di Zagabria)
- Miklós Körösszegi Csáki † (15 novembre 1504 - 1514 deceduto)
- Ferenc Csaholi † (1º ottobre 1514 - 29 agosto 1526 deceduto)
- János Musinai Gerván † (1526 o 1527 - 29 agosto 1529 deceduto)
  - János Bonzagnó † (1529 - 1537) (non confermato)
- Giorgio Martinuzzi, O.S.P.P.E. † (1536 - 30 maggio 1539 nominato vescovo di Gran Varadino)
  - János Barlabássy † (30 maggio 1539 - 1552 deceduto) (non confermato)
  - Ferenc Medgyesi Székely † (1553 - 1554) (non confermato)
  - György Bódy † (1556 - 1558) (non confermato)
- Péter Kapronczay Paulinus † (17 luglio 1560 - 1561 deceduto)
- János Kolozsváry † (28 gennaio 1562 - 24 novembre 1562 deceduto)
- Andrija Dudić † (1563 - 9 febbraio 1565 nominato vescovo di Pécs)
- Gergely Bornemissza † (1565 - 3 giugno 1573 nominato vescovo di Gran Varadino)
- Boldizsár Persei Melegh † (15 maggio 1573 - 1582 deceduto)
- István Mathisy † (14 ottobre 1583 - 23 gennaio 1589 nominato vescovo di Vác)
- Pál Szegedy † (27 febbraio 1589 - 1597)
- Fausto Veranzio † (20 dicembre 1600 - 1608 dimesso)
  - Mátyás Herovich † (1608 - 1622) (non confermato ?)
- Imre Lósy † (1622 - 22 aprile 1630 nominato vescovo di Gran Varadino[3])
- György Dubovszky † (3 dicembre 1635[4] - prima del 29 novembre 1637 deceduto)
- János Püsky † (16 aprile 1640[5] - 14 febbraio 1650 nominato arcivescovo di Kalocsa[6])
  - György Pohronczi Szelepcsényi † (1643 - 1643) (non confermato)
  - György Széchenyi † (1643 - 1644) (non confermato)
  - Zsigmond Szenttamási Zsongor † (1644 - 19 luglio 1649 nominato vescovo di Gran Varadino) (non confermato)
- Matej Tarnoczy † (4 aprile 1650 - 14 giugno 1655 nominato vescovo di Vác[7])
  - István Rohonczy † (1651 - 1652) (non confermato)
- Tamás Erdődy Pálffy † (2 agosto 1655 - 12 dicembre 1667 nominato vescovo di Eger[8])
  - Jácint Macripodari † (1659 - 1672 deceduto) (non confermato)
- Nándor Erdődy Pállfy † (27 febbraio 1673 - 5 settembre 1678 nominato vescovo di Eger)
- János Kery, O.S.P.P.E. † (5 dicembre 1678 - 8 giugno 1682 nominato vescovo di Vác)
- György Fenessy † (1º ottobre 1685 - 12 maggio 1687 nominato vescovo di Eger)
- Mihály Dvornikovich † (24 novembre 1687 - 14 novembre 1695 nominato vescovo di Vác)
- István Telekesy † (13 agosto 1696 - 31 luglio 1702 nominato vescovo di Eger)
- István Dolny † (25 giugno 1703 - 2 giugno 1707 deceduto)
- László Nádasdy, O.S.P.P.E. † (15 dicembre 1710 - 1730 deceduto)
- Adalbert von Falkenstein, O.S.B. † (21 maggio 1731 - 27 settembre 1739 deceduto)
- Nikola Stanislavič, O.F.M. † (30 settembre 1740 - 1750 deceduto)
- Franz Anton von Engel in Wagrain † (7 dicembre 1750 - gennaio 1777 deceduto)
- Imre Christovich † (28 luglio 1777 - 23 dicembre 1798 deceduto)
- László Kőszeghy von Remete, S.I. † (22 dicembre 1800 - 4 gennaio 1828 deceduto)
- Antal Török † (15 marzo 1830 - 6 aprile 1832 deceduto)
- József Krivinai Lonovics † (23 giugno 1834 - febbraio 1850 dimesso[9])
  - Mihály Horváth † (1848 - 1849) (non confermato)
- Sándor Csajághy † (5 settembre 1851 - 7 febbraio 1860 deceduto)
- Sándor Bonnaz † (28 settembre 1860 - 9 agosto 1889 deceduto)
- Sándor Dessewffy † (26 giugno 1890 - 5 dicembre 1907 deceduto)
- János Csernoch † (19 febbraio 1908 - 20 aprile 1911 nominato arcivescovo di Kalocsa)
- Gyula Glattfelder † (22 aprile 1911 - 30 agosto 1943 deceduto)
- Endre Hamvas † (3 marzo 1944 - 15 settembre 1964 nominato arcivescovo di Kalocsa)
  - Sede vacante (1964-1975)
- József Udvardy † (7 gennaio 1975 - 5 giugno 1987 ritirato)
- Endre Gyulay † (5 giugno 1987 - 20 giugno 2006 ritirato)
- László Kiss-Rigó, dal 20 giugno 2006

## Statistiche
La diocesi nel 2022 su una popolazione di 812.800 persone contava 357.530 battezzati, corrispondenti al 44,0% del totale.
| anno | popolazione | popolazione | popolazione | presbiteri | presbiteri | presbiteri | presbiteri                | diaconi | religiosi | religiosi | parrocchie |
| anno | battezzati  | totale      | %           | numero     | secolari   | regolari   | battezzati per presbitero | diaconi | uomini    | donne     | parrocchie |
| ---- | ----------- | ----------- | ----------- | ---------- | ---------- | ---------- | ------------------------- | ------- | --------- | --------- | ---------- |
| 1950 | 265.000     | 350.000     | 75,7        | 188        | 134        | 54         | 1.409                     |         | 86        | 375       | 59         |
| 1969 | 371.750     | 1.370.300   | 27,1        | 208        | 208        |            | 1.787                     |         |           | 53        | 113        |
| 1980 | 376.000     | 1.576.000   | 23,9        | 153        | 153        |            | 2.457                     |         |           | 16        | 113        |
| 1990 | 381.088     | 1.050.424   | 36,3        | 128        | 128        |            | 2.977                     |         |           |           | 111        |
| 1999 | 440.000     | 936.000     | 47,0        | 122        | 103        | 19         | 3.606                     | 2       | 101       | 13        | 112        |
| 2000 | 440.000     | 936.000     | 47,0        | 120        | 101        | 19         | 3.666                     | 3       | 69        | 13        | 112        |
| 2001 | 440.000     | 936.000     | 47,0        | 120        | 101        | 19         | 3.666                     | 4       | 70        | 16        | 112        |
| 2002 | 440.000     | 936.000     | 47,0        | 120        | 101        | 19         | 3.666                     | 3       | 64        | 20        | 112        |
| 2003 | 440.000     | 936.000     | 47,0        | 123        | 104        | 19         | 3.577                     | 4       | 77        | 30        | 130        |
| 2004 | 440.000     | 936.000     | 47,0        | 117        | 98         | 19         | 3.760                     | 4       | 75        | 29        | 129        |
| 2010 | 360.563     | 881.159     | 40,9        | 116        | 103        | 13         | 3.108                     | 3       | 60        | 30        | 112        |
| 2014 | 363.500     | 889.000     | 40,9        | 107        | 93         | 14         | 3.397                     | 4       | 61        | 35        | 112        |
| 2017 | 361.100     | 819.700     | 44,1        | 114        | 99         | 15         | 3.167                     | 4       | 60        | 29        | 112        |
| 2020 | 361.500     | 821.250     | 44,0        | 107        | 86         | 21         | 3.378                     | 3       | 68        | 25        | 111        |
| 2022 | 357.530     | 812.800     | 44,0        | 95         | 81         | 14         | 3.763                     |         | 61        | 23        | 111        |